# Канівські гори

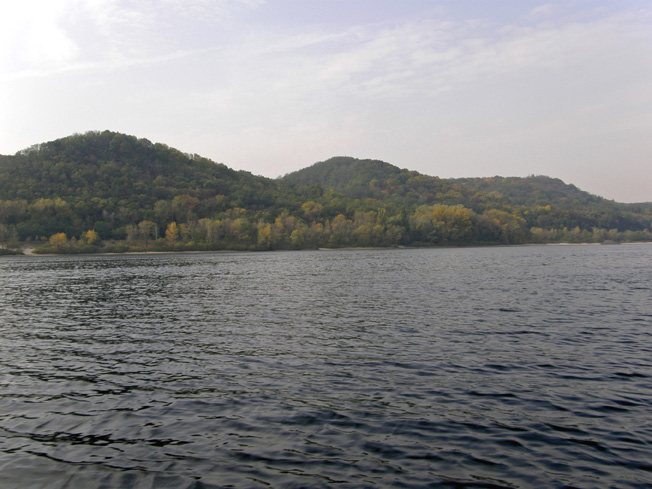
Канівські гори в районі Канівського природного заповідника

Ка́нівські го́ри, або Ка́нівські дислока́ції — пагорби на Придніпровській височині.
Гори тягнуться пасмом понад Дніпром від Ржищева до гирла річки Рось. Найвищі точки розташовані неподалік села Григорівки (242 метри над рівнем моря) та за кілька кілометрів на південь від Канева (244 м).

## Геологія

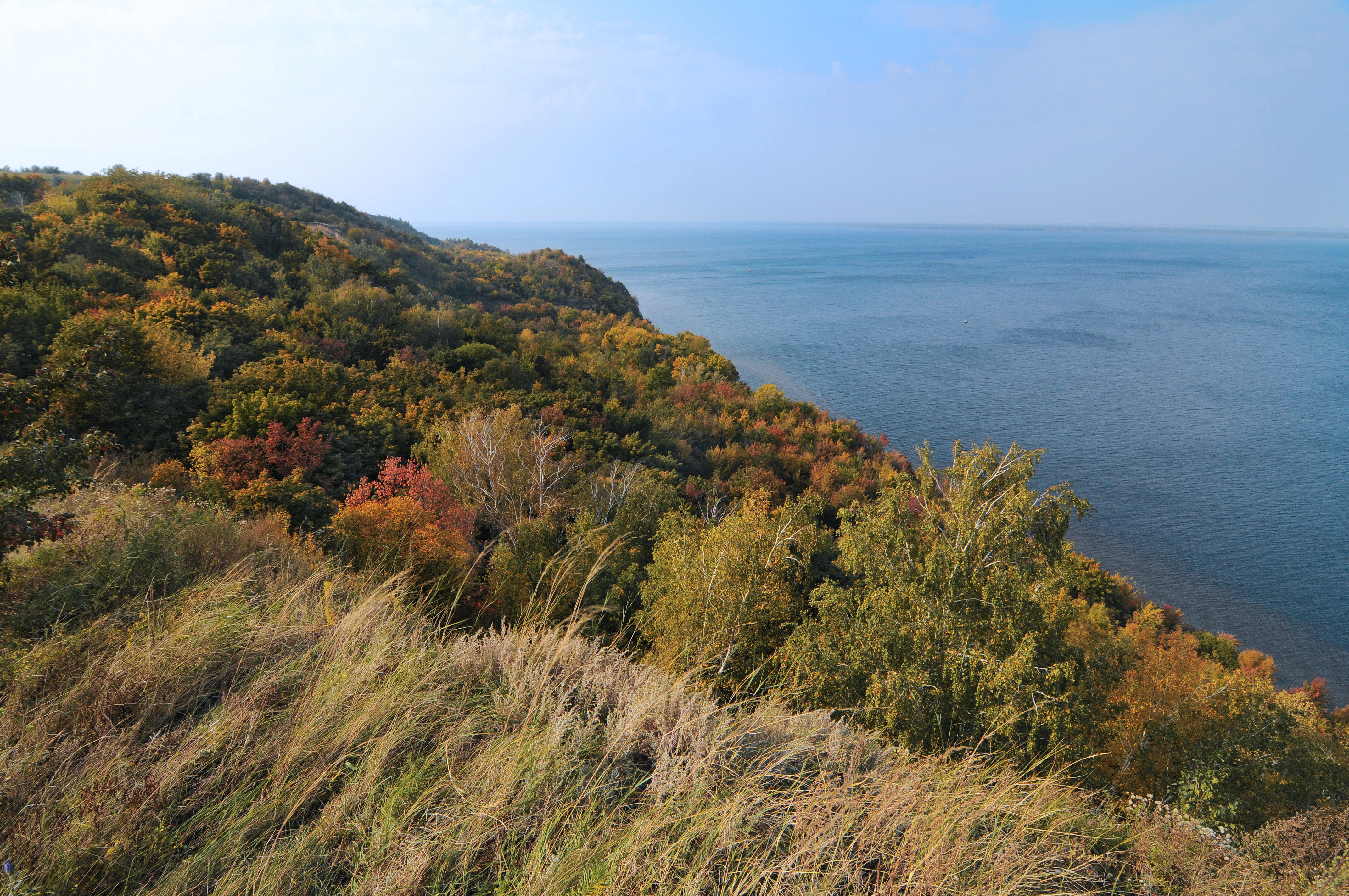
Костівщина

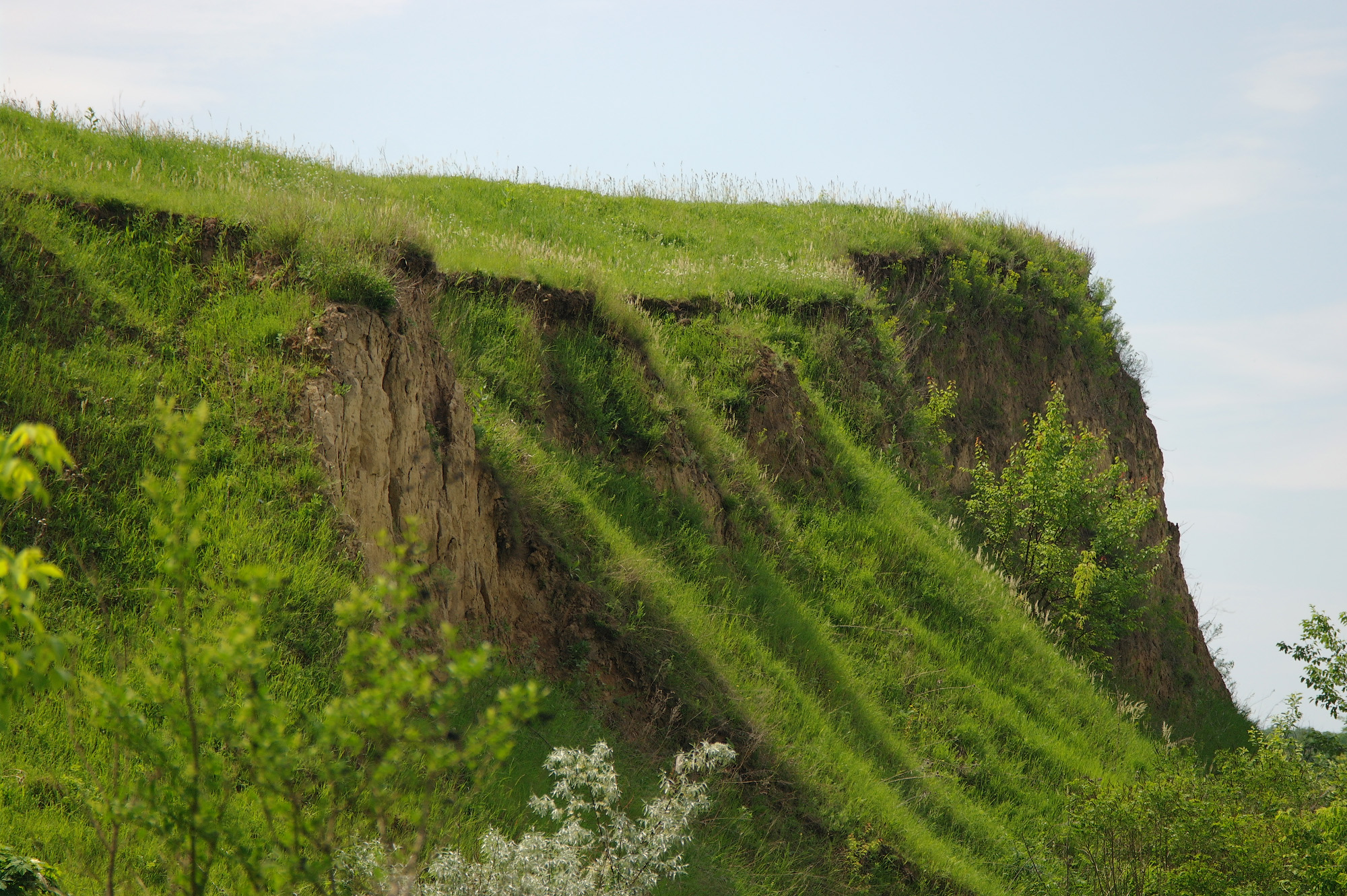
Канівські куести

Особливістю їх геологічної будови є дислокованість відкладів осадового чохла, які зім'яті у складки, зібрані у лускато-насувні структури. Район відомий в літературі, як «Канівські дислокації». Від суміжних територій чітко відрізняється своєрідним ландшафтом та унікальною будовою.
У будові геологічного розрізу території неправ беруть участь докембрійські кристалічні утворення та потужна осадова товща, у складі якої встановлено відклади тріасової, юрської, крейдової, палеогенової, неогенової та четвертинної систем.
Дослідження геологічної будови району Канівських дислокацій проводяться з XIX століття, але й до нашого часу їх генезис однозначно не з'ясований. Серед геологів існують такі гіпотези походження дислокацій: зсувна, гляціальна, тектонічна, гляціально-тектонічна. Осадовий чохол в районі дислокацій зім'ятий в дрібні складки, що утворюють покривно-лускату зону. Основним типом дислокованих форм є складки-підкиди, зібрані в лускаті структури. Складки та луски перекинуті на захід.
У Канівських горах, на території Канівського природного заповідника, розташований Хмільнянський яр, який є найбільшим яром Європи.

## Вершини
На території Канівських гір — на Чернечій горі розташований музей та могила Т. Г. Шевченка.
У межах Канева більшість гір мають власні назви: Дніпрова, Московка, Лиса, Пилипенкова, Гончариха, Княжа (221,2 м), Мар'їна гора та інші.
У найпівнічнішій частині Зарубинецького мису розташована відокремлена гора Батура, яка отримала свою назву на честь похованого тут козака Батури. На вершині збереглася його могила з великим кам'яним хрестом.
На території Трахтемирівського півострова розташовані: Гнатенкова Гора, Тополева Гора, Мушина гора та інші.

## Палеонтологія
У відкладах Канівських гір розташована велика кількість скам'янілостей: белемнітів, амонітів, зуби риб (здебільшого акулячі), кістки мамонтів, викопні молюски.

## Археологічні знахідки
- На Княжій горі археолог Микола Біляшівський 1892 року відкрив залишки Родня — літописного міста, перша згадка про яке датується 980 роком.
- На Московці поблизу Канева розкопали сліди поселень багатьох епох — доби бронзи, ранніх слов'ян, Київської Русі. Залишки оборонних валів і ровів збереглися до нашого часу. У травні 1787 року під цією горою стояло судно «Днєпр», на якому імператриця Катерина II подорожувала до Криму. На самій горі на честь високої гості був влаштований феєрверк та ілюмінація.
- В урочищі Ісковщина біля Канева археологи виявили численні вироби з кераміки та залишки домівок людей, які тут жили близько 1500 року до н. е.
- На Пилипенковій горі існувало городище (2 століття до н. е. — 1 століття), яке було одним з найбільших центрів зарубинецької культури в Середньому Подніпров'ї.
- В урочищі Зарубинці біля с. Луковиця за часів Київської Русі стояло літописне місто Заруб, неподалік від якого стояв Зарубський (Трахтемирівський) монастир.
- Біля с. Григорівка знайдено однойменне поселення з давньоруською забудовою 11—13 століть.
- Біля с. Трахтемирів знайдено Трахтемирівське городище площею близько 500 га VI століття до нашої ери.

## Природно-заповідні об'єкти
Природно-заповідні об'єкти на території Канівських гір:
- Канівський природний заповідник;
- Регіональний ландшафтний парк «Трахтемирів»
- геологічні пам'ятки природи місцевого значення: Веселий шпиль, Заводищанські куполи, Канівські діапіри, Канівські куести, Канівські луски, Канівські світа, Костівщина, Тростянецький тріас, Хмільнянський яр;
- заповідні урочища: Великі валки, Григорівські горби, Лупинин яр, Монахове провалля, Мушина гора, Яремина гора;
- ботанічні заказники: Баранів Яр, Курилівський, Лиса гора;
- комплексна пам'ятка природи Костянецький Яр.